# 瓦季斯瓦夫一世
瓦季斯瓦夫一世（Warcisław I）是波美拉尼亞公國的第一位統治者，格里芬家族的始祖。

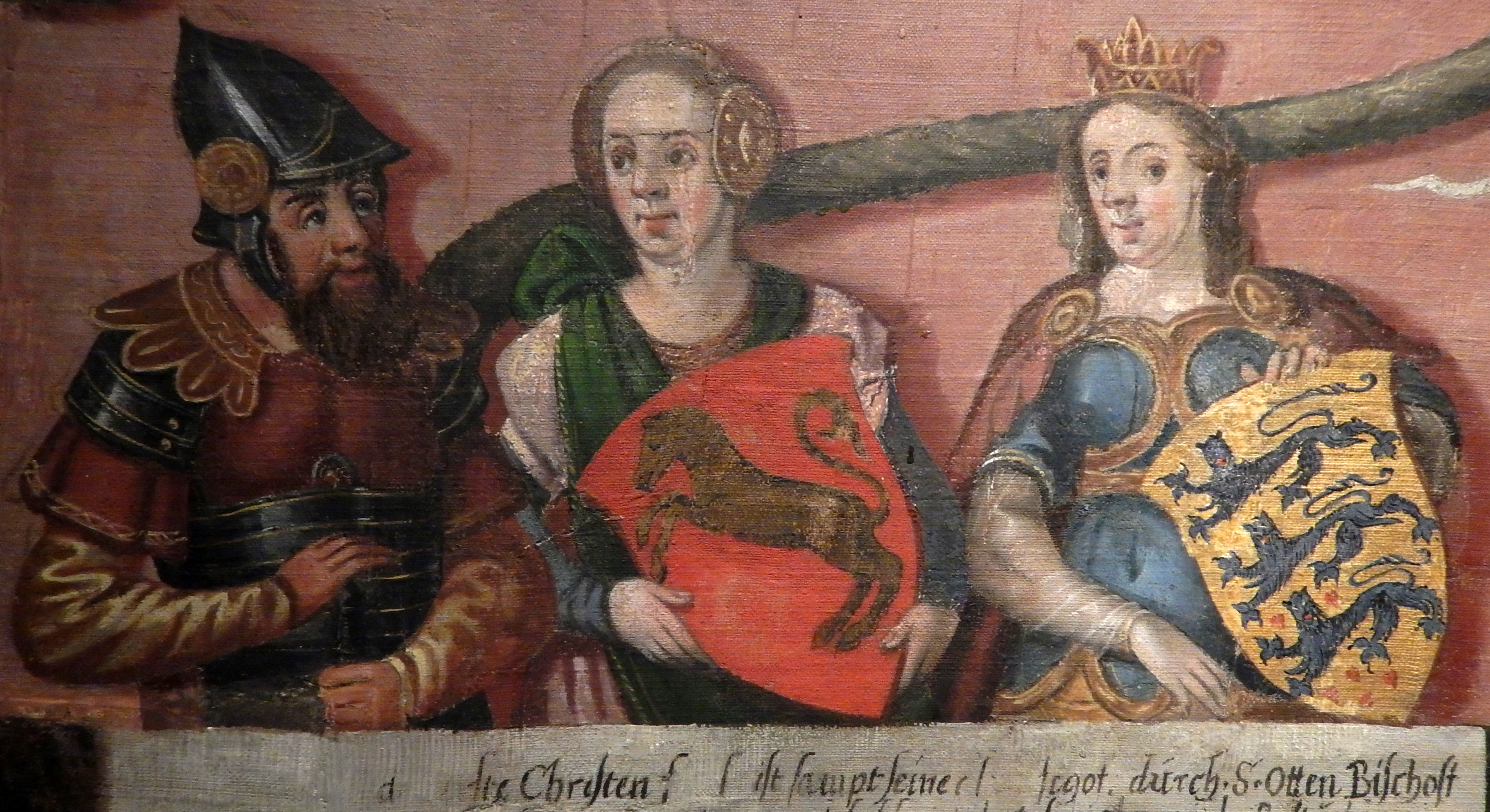
瓦季斯瓦夫一世（左）

瓦季斯瓦夫一世有兩個兒子，波吉斯瓦夫一世以及卡齊米日一世。瓦季斯瓦夫一世的女兒Woizlava，嫁給梅克倫堡的普利比斯拉夫。
1. ↑  Rymar, pgs. 104-105